# Penisprothese

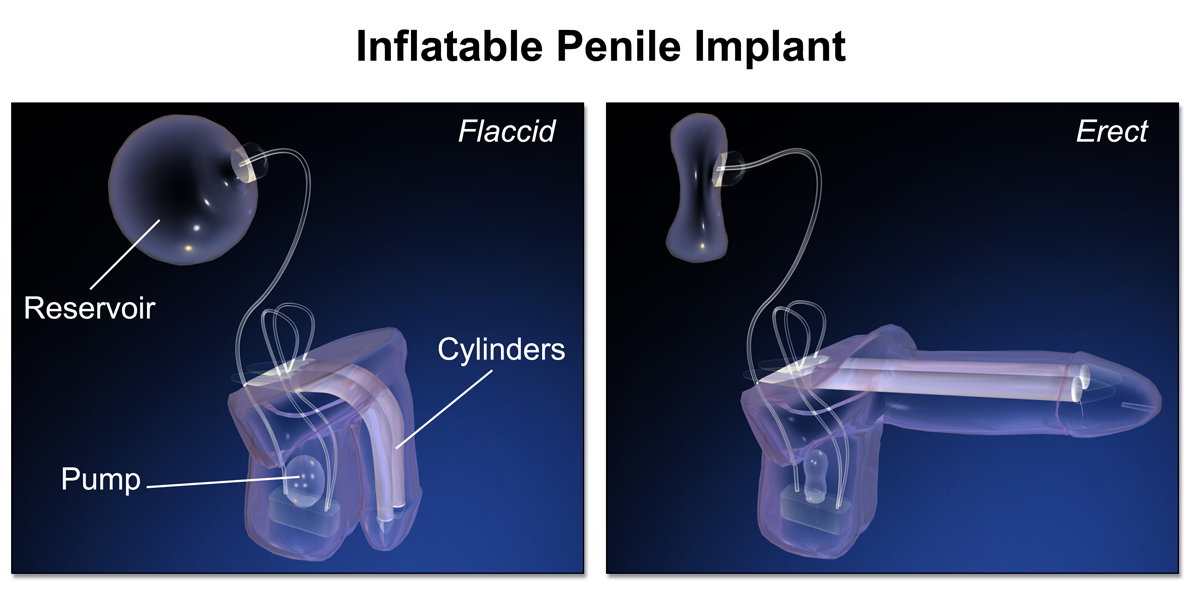
3D-Modell einer Penisprothese

Eine Penisprothese (Penisimplantat oder Schwellkörperimplantat) ist ein implantierbares Produkt zur Behandlung von erektiler Dysfunktion, Morbus Peyronie, ischämischem Priapismus, Deformität und traumatischer Verletzung des Penis sowie zur Phalloplastie. Obwohl es viele verschiedene Arten von Implantaten gibt, fallen die meisten in eine von zwei Kategorien: biegsame und hydraulische Implantate.

## Geschichte
Die erste moderne prothetische Rekonstruktion eines Penis wird NA Borgus zugeschrieben, einem deutschen Arzt, der 1936 die ersten chirurgischen Versuche an Soldaten mit traumatischen Amputationen des Penis durchführte. Er benutzte Rippenknorpel als Prothesenmaterial und rekonstruierte die Genitalien sowohl für Miktions- als auch für Geschlechtsverkehrszwecke. Willard E. Goodwin und William Wallace Scott beschrieben 1952 als Erste das Einsetzen von synthetischen Penisimplantaten mit Acrylprothesen. Penisimplantate auf Silikonbasis wurden von Harvey Lash entwickelt und 1964 wurden die ersten Fallserien veröffentlicht. Die Entwicklung eines hochwertigen Silikons, das heute in Penisimplantaten verwendet wird, wird der NASA zugeschrieben. Die Prototypen der zeitgenössischen auffüllbaren und biegsamen Penisimplantate wurden 1973 während der Jahrestagung der American Urological Association von zwei Gruppen von Ärzten der Baylor-Universität (Gerald Timm, William E. Bradley und F. Brantley Scott) und der Universität von Miami (Michael P. Small und Hernan M. Carrion) vorgestellt. Small and Carrion leistete 1975 mit der Einführung der Small-Carrion-Prothese (Mentor, USA) Pionierarbeit bei der Popularisierung halbstarrer Penisimplantate. Brantley Scott beschrieb die anfängliche Vorrichtung aus zwei aufblasbaren zylindrischen Körpern aus Silikon, einem Reservoir mit röntgendichter Flüssigkeit und zwei Pumpeinheiten bestehend. Die Produkte der ersten Generation wurden durch American Medical Systems (AMS; heute Boston Scientific), mit der Brantley Scott assoziiert war, vermarktet. Seit den Implantaten der ersten Generation wurden von AMS zahlreiche Aktualisierungen der Prothesen veröffentlicht. Im Jahr 1983 kam Mentor (derzeit Coloplast) auf den Markt. Im Jahr 2017 gab es weltweit mehr als zehn Hersteller von Penisimplantaten, von denen jedoch nur noch wenige auf dem Markt sind. Eine der jüngsten Neuzugänge auf dem Markt ist Zephyr Surgical Implants, die zusammen mit den Penisimplantaten für cis-Männer die erste Linie hydraulischer und biegsamener Schwellkörperimplantate für die Geschlechtsangleichung bei Transmännern einführte.
Laut Analyse der 5 % Medicare Public Use Files von 2001 bis 2010 entscheiden sich etwa 3 % der Patienten mit diagnostizierter erektiler Dysfunktion für eine Schwellkörperimplantation. Jedes Jahr werden in den USA fast 25.000 auffüllbare (hydraulische) Schwellkörperprothesen implantiert.
Die Liste zeigt die im Jahr 2020 auf dem Markt erhältlichen Penisimplantate.
| Produkt                             | Unternehmen                                         | Herkunftsland      | Art des Implantats | Eingeführt in |
| ----------------------------------- | --------------------------------------------------- | ------------------ | ------------------ | ------------- |
| AMS Spectra                         | Boston Scientific (früher American Medical Systems) | Vereinigte Staaten | Biegsames          | 2009          |
| Tactra                              | Boston Scientific (früher American Medical Systems) | Vereinigte Staaten | Biegsames          | 2019          |
| Genesis                             | Coloplast                                           | Vereinigte Staaten | Biegsames          | 2004          |
| ZSI 100, ZSI 100 FtM und ZSI 100 D4 | Zephyr Surgical Implants                            | Schweiz            | Biegsames          | 2012          |
| Tube                                | Promedon                                            | Argentinien        | Biegsames          | 2007          |
| AMS Ambicor                         | Boston Scientific (früher American Medical Systems) | Vereinigte Staaten | Auffüllbares       | 1994          |
| AMS 700 Serie (LGX, CX, CXR)        | Boston Scientific (früher American Medical Systems) | Vereinigte Staaten | Auffüllbares       | 1983          |
| Titan                               | Coloplast                                           | Vereinigte Staaten | Auffüllbares       | 2002          |
| ZSI 475 und ZSI 475 FtM             | Zephyr Surgical Implants                            | Schweiz            | Auffüllbares       | 2012          |
| Infla10 series (AX, X, RX)          | Rigicon Innovative Urological Solutions             | Vereinigte Staaten | Auffüllbares       | 2019          |
| Rigi10                              | Rigicon Innovative Urological Solutions             | Vereinigte Staaten | Biegsames          | 2017          |

## Arten von Penisimplantaten

### Biegsames (semirigides) Schwellkörperimplantat

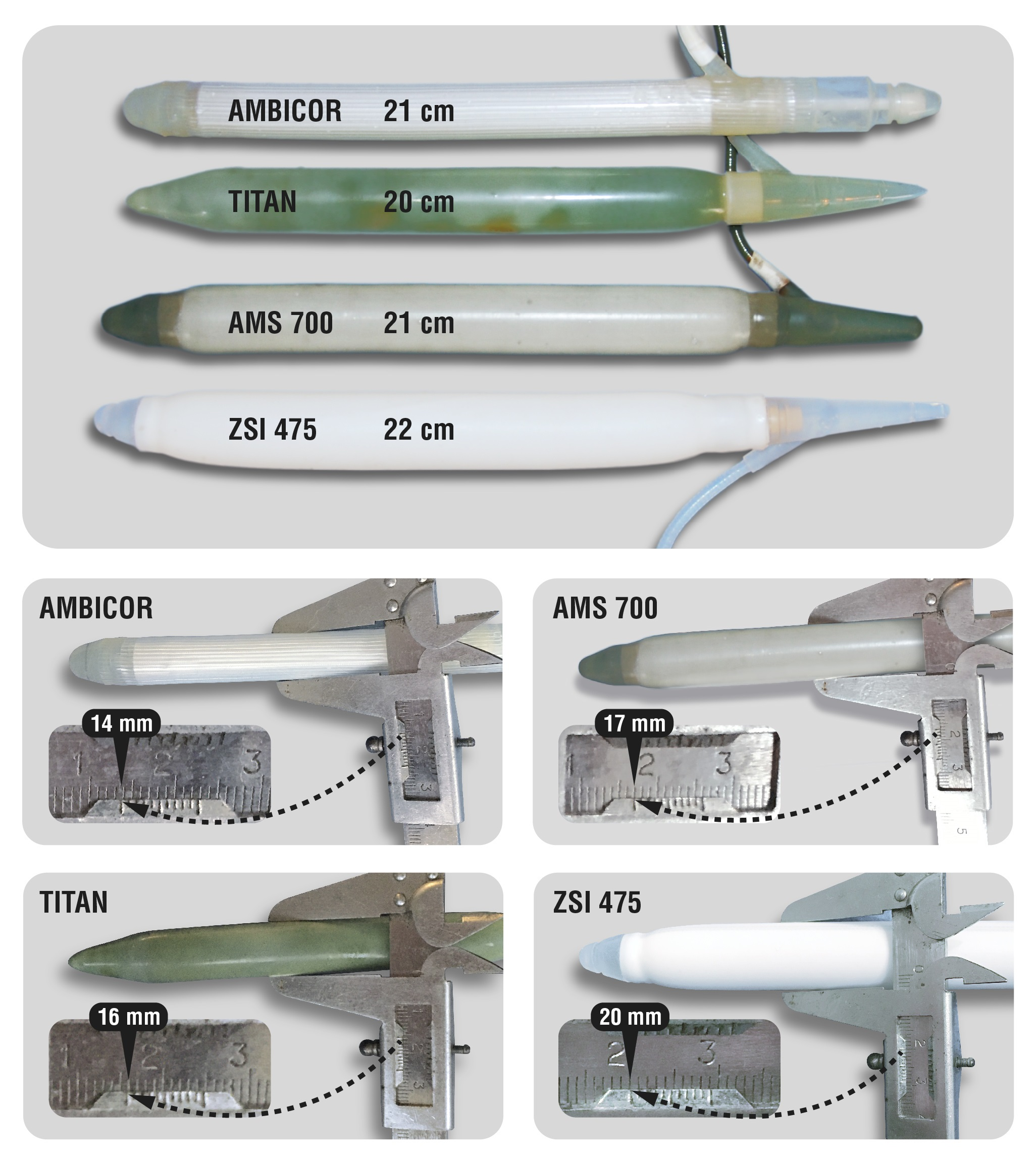
Vergleich von Penisimplantaten (Durchmesser und Länge des aufgefüllten Zylinders)

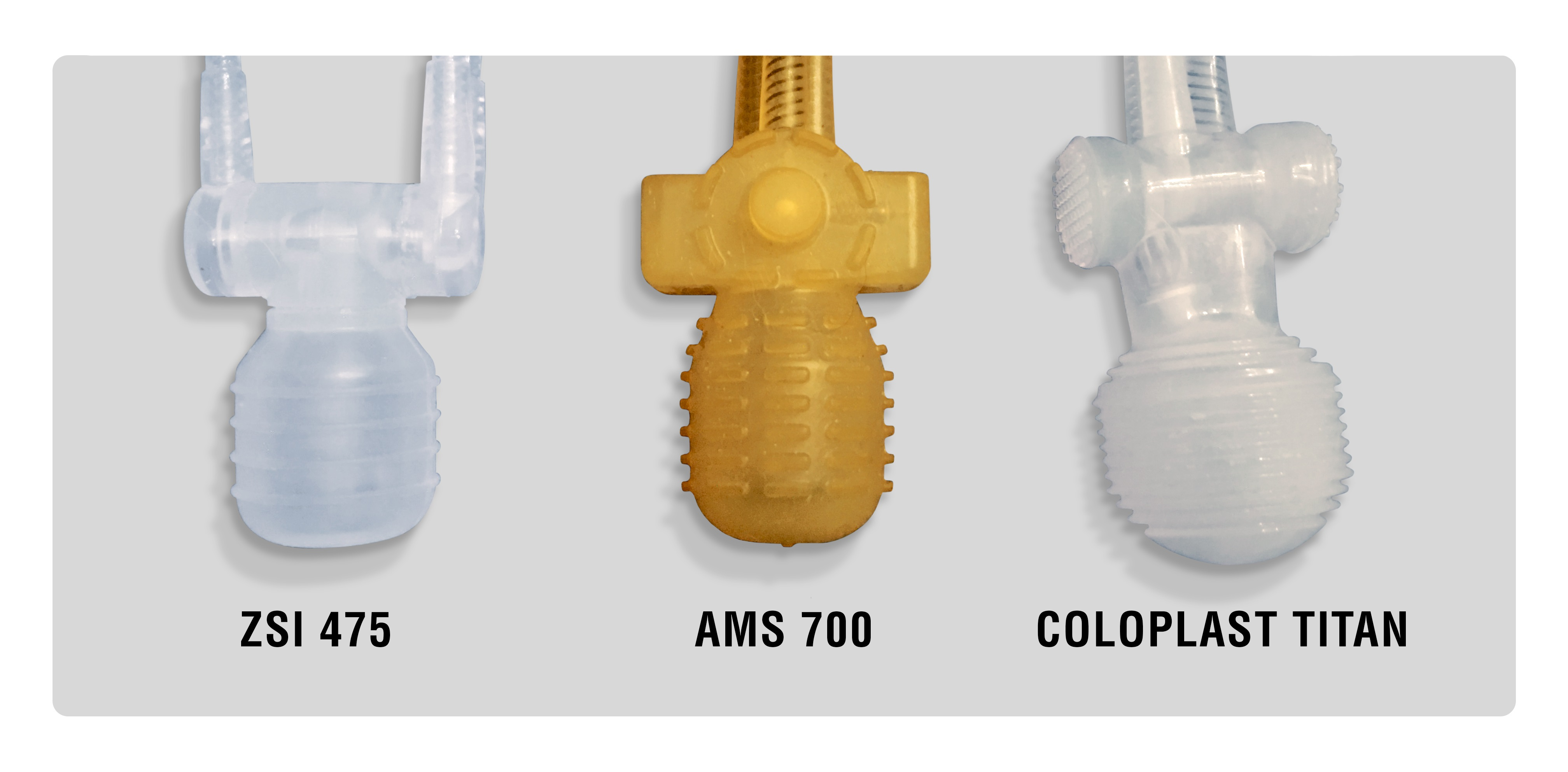
Designvergleich der Penisimplantatpumpe

Die biegsamen (semirigide) Schwellkörperprothesen bestehen aus einem Paar Stäbe, die in die Korpora des Penis implantiert werden. Die Stäbe sind hart, aber „formbar“ in dem Sinne, dass sie durch hochbiegen von Hand in die erigierte Position gebracht werden können. Es gibt zwei Arten von biegsamen Implantaten: Eines, das aus Silikon besteht und innen keinen Stab hat, auch weiche Implantate genannt, und ein Anderes mit einem innen mit Silikon beschichteten Spiraldrahtkern aus Silber oder Stahl. Einige der Modelle haben trimmbare Enden, die zur Längenanpassung vorgesehen sind. Derzeit ist weltweit eine Vielzahl von biegsamen Implantaten erhältlich.

### Auffüllbares Schwellkörperimplantat
Das auffüllbare Penisimplantat, das in jüngerer Zeit entwickelt wurde, besteht aus einem Satz auffüllbarer Zylinder und einem Pumpensystem. Aufgrund der Unterschiede in der Struktur gibt es zwei Arten von auffüllbaren Implantaten: zweiteilige und dreiteilige. Beide Arten von auffüllbaren Prothesen werden mit steriler Kochsalzlösung gefüllt, die während des Prozesses in die Zylinder gepumpt wird. Die Zylinder werden in den Schwellkörperraum des Penis implantiert. Das Pumpensystem wird mit den Zylindern konnektiert und in den Hodensack implantiert. Bei dreiteiligen Implantaten ist ein separates großes Reservoir mit der Pumpe verbunden. Das Reservoir wird üblicherweise im retropubischen Raum (Cavum Retzii) platziert, es sind jedoch auch andere Stellen beschrieben worden, wie z. B. zwischen dem quer verlaufenden Muskel und dem Rektusmuskel. Dreiteilige Implantate sorgen für die gewünschte Steifigkeit und einem Umfang des Penis, der der natürlichen Erektion ähnelt. Darüber hinaus bieten dreiteilige Implantate aufgrund des großen Reservoirs eine vollständige Erschlaffung des Penis, wenn die Flüssigkeit abgelassen wird, und bieten somit mehr Komfort als zweiteilige auffüllbare oder formbare Implantate.
Die Kochsalzlösung wird manuell aus dem Reservoir in bilaterale Zylinderkammern gepumpt, die in den Schaft des Penis implantiert wurden und die nicht oder nur minimal funktionierenden Schwellkörper ersetzen. Dies führt zu einer Erektion. Die Eichel des Penis bleibt jedoch unbeeinflusst. Neunzig bis fünfundneunzig Prozent der auffüllbaren Prothesen erzeugen Erektionen, die für den Geschlechtsverkehr geeignet sind. In den Vereinigten Staaten hat die auffüllbare Prothese aufgrund der geringeren Infektionsrate, der hohen Lebensdauer des Implantates und der 80-90%igen Zufriedenheitsrate die biegsame Prothese weitgehend ersetzt.
Der erste Prototyp, der 1975 von Scott und Kollegen vorgestellt wurde, war eine dreiteilige Prothese (zwei Zylinder, zwei Pumpen und ein Flüssigkeitsreservoir). Seitdem wurde die IPP zahlreichen Modifikationen und Verbesserungen im Hinblick auf die Zuverlässigkeit und Haltbarkeit des Implantates unterzogen, darunter Änderungen des chemischen Materials, das bei der Implantatherstellung verwendet wird, die Verwendung hydrophiler und antibiotisch eluierender Beschichtungen zur Senkung der Infektionsraten, die Einführung der Ein-Tasten-Freigabe usw. Mit der Weiterentwicklung der Produkte haben sich auch die chirurgischen Techniken zur Implantation von Penisprothesen verbessert. Auffüllbare Penisimplantate waren einer der ersten Eingriffe in der Urologie, bei denen die „No-Touch“-Operationstechnik eingeführt wurde. Dadurch konnte die Rate der postoperativen Infektionen deutlich gesenkt werden.

## Medizinische Verwendung

### Erektile Dysfunktion

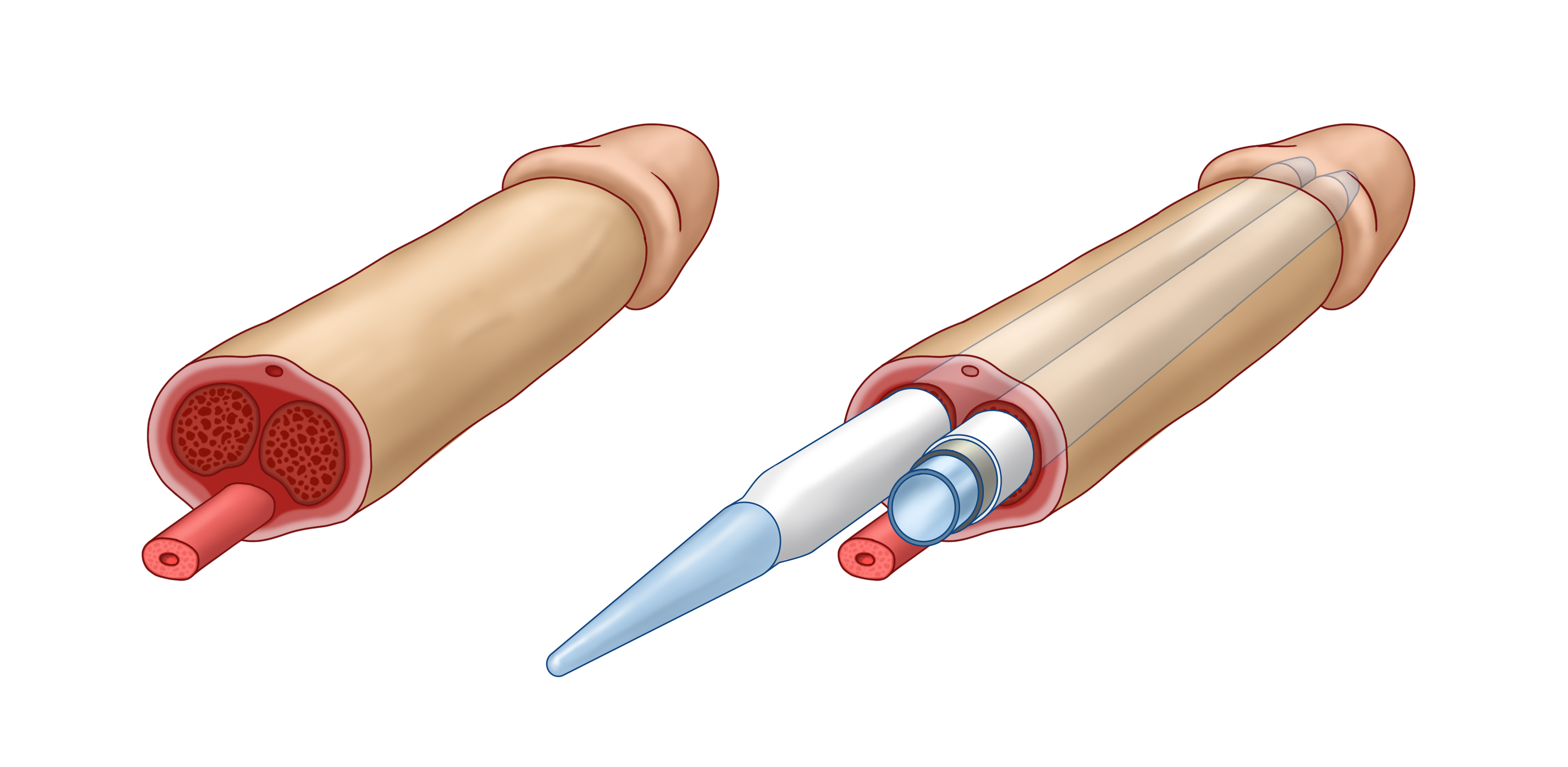
Ein Diagramm eines auffüllbaren Penisimplantats, das in den Corpus Cavernosum des Penis eingeführt wurde

Hervorrufen einer Erektion mit einem implantierten Penisimplantat

Trotz der jüngsten raschen und umfassenden Entwicklung nicht-chirurgischer Behandlungsmöglichkeiten der erektilen Dysfunktion, insbesondere neuartiger zielgerichteter Medikamente und der Gentherapie, bleiben die Schwellkörperimplantate die Hauptstütze und der Goldstandard für die Behandlung der erektilen Dysfunktion, bei Patienten die gegen orale Medikamente und injizierbare Therapie resistant sind. Darüber hinaus können Implantate eine relevante Option für Menschen mit erektiler Dysfunktion sein, die eine dauerhafte Lösung ohne medikamentöse Therapie anstreben. Penisimplantate wurden für die Behandlung der erektilen Dysfunktion mit verschiedenen Ursachen eingesetzt, darunter vaskuläre, kavernöse, neurogene, psychologische und postoperative (z. B. Prostatektomie). Die American Urological Association empfiehlt, alle Männer mit erektiler Dysfunktion über Penisimplantate als Behandlungsmöglichkeit zu informieren und die möglichen Ergebnisse mit ihnen zu besprechen.

### Deformität des Penis
Penisimplantate können bei verschiedenen Zuständen, die zu einer Penisverkrümmung geführt haben, helfen, die natürliche Form des Penis wiederherzustellen. Dabei kann es sich um traumatische Verletzungen, Penisoperationen, entstellende und fibröse Krankheiten des Penis wie die Peyronie-Krankheit handeln. Bei der Peyronie-Krankheit beeinträchtigt die Veränderung der Peniskrümmung den normalen Geschlechtsverkehr und verursacht eine erektile Dysfunktion aufgrund einer Unterbrechung des Blutflusses in den Schwellkörpern des Penis. Daher befasst sich die Implantation von Schwellkörperprothesen bei der Peyronie-Krankheit mit mehreren Mechanismen, die an der Pathophysiologie der Krankheit beteiligt sind.

### Geschlechtsangleichung von Frau zu Mann
Obwohl verschiedene Modelle von Prothesen nach phalloplastischen Eingriffen implantiert werden, die mit dem ersten Fall der 1978 von Pucket und Montie beschrieben wurden, sollten die ersten Schwellkörperimplantate die speziell für die Operation nach Geschlechtsangleichung von Frau zu Mann entwickelt und hergestellt wurden, erst 2015 von Zephyr Surgical Implants eingeführt werden. Es sind sowohl biegsame als auch auffüllbare Modelle erhältlich. Diese Implantate haben eine realistischere Form mit einer ergonomischen Eichel an der Spitze der Prothese. Das auffüllbare Modell hat eine Pumpe mit einem befüllbaren Überzug, die einem Hoden ähnelt. Die Prothese wird mit einer starken Nahtfixierung am Schambein implantiert.

## Ergebnisse

### Zufriedenheit
Die Gesamtzufriedenheitsrate mit Schwellkörperimplantaten erreicht über 90 %. Zur Bewertung der Ergebnisse werden sowohl die selbst- als auch die partnerberichteten Zufriedenheitsraten ausgewertet. Es hat sich gezeigt, dass die Implantation einer auffüllbaren Penisprothese mehr Patienten- und Partnerzufriedenheit bringt als eine medikamentöse Therapie mit PDE5-Hemmern oder intrakavernöse Injektionen. Die Zufriedenheitsraten sind Berichten zufolge bei auffüllbaren statt bei formbaren Implantaten höher, aber es gibt keinen Unterschied zwischen 2- und 3-teiligen Produkten. Die häufigsten Gründe für Unzufriedenheit sind verringerte Penislänge und -umfang, enttäuschte Erwartungen und Schwierigkeiten bei der Anwendung des Implantats. Daher ist es von entscheidender Bedeutung, den Patienten und ihren Partnern eine ausführliche präoperative Beratung und Anleitung zu geben.

### Korrektur der Krümmung
33 % bis 90 % der Fälle von Patienten mit der Peyronie-Krankheit, bei denen ein auffüllbares PI-Verfahren durchgeführt wurde, haben ihre Penisdeformität erfolgreich korrigiert. Die Restkrümmung nach einer Implantation erfordert in der Regel einen zusätzlichen chirurgischen Eingriff.

## Komplikationen
Die häufigste Komplikation im Zusammenhang mit der Insertion von Penisimplantaten scheinen Infektionen zu sein, wobei über Raten von 1–3 % berichtet wird. Es wird sowohl über Infektionen an der Operationsstelle als auch an der Implantationsstelle berichtet. Wenn die Infektion das Penisimplantat selbst betrifft, muss das Implantat entfernt und die Hohlräume mit antiseptischen Lösungen gespült werden. In diesem Szenario ist die Insertion eines neuen Implantats erforderlich, um eine weitere Gewebefibrose und eine Verkürzung des Penis zu vermeiden. Die Rate der wiederholten Operationen oder des Austauschs des Implantats liegt zwischen 6 % und 13 %. Zu den weiteren berichteten Komplikationen gehören die Perforation des Corpus cavernosum und der Harnröhre (0.1–3 %), die häufig bei Patienten mit vorangegangener Fibrose, Prothesenarrosion oder -extrusion, Veränderung der Eichelform, Hämatom, Verkürzung der Penislänge und Fehlfunktion des Implantats auftreten. Aufgrund der kontinuierlichen Verbesserung der chirurgischen Techniken und Modifikationen der Implantate sind die Komplikationsraten im Laufe der Zeit deutlich zurückgegangen.
Um die postoperative Penisverkürzung zu überwinden und die empfundene Länge des Penis und die Zufriedenheit der Patienten zu erhöhen, wurden ventrale und dorsale Phalloplastikverfahren in Kombination mit Penisimplantaten beschrieben. Es wurde eine modifizierte Glanulopexie vorgeschlagen, um die Deformität und die Hypermobilität der Drüsen zu verhindern, die mögliche Komplikationen von Penisimplantaten sind. In Fällen schwerer Penisverkürzung wurden Gleittechniken durchgeführt, bei denen der Penis mit Penisimplantaten verlängert wird. Diese Techniken hatten jedoch höhere Komplikationsraten und werden derzeit vermieden.